# Taningia
Taningia és un gènere de calamar de la família Octopoteuthidae.
Compta amb tres espèciesː 
- Taningia danae, calamar de pop Dana
- Taningia fimbria
- Taningia persica

L'estatus de Taningia persica és qüestionable.